# Pfeifer & Langen
Pfeifer & Langen GmbH & Co. KG — німецька компанія зі штаб-квартирою в Кельні, зайнята в галузі виробництва та реалізації цукру та похідних продуктів.
Третій найбільший виробник цукру в Німеччині після «Südzucker» та «Nordzucker».
До структури компанії входить український виробник цукру «Радехівський цукор».
Випускає продукцію під торговими марками «Kölner Zucker» та «Diamant Zucker».

## Передісторія

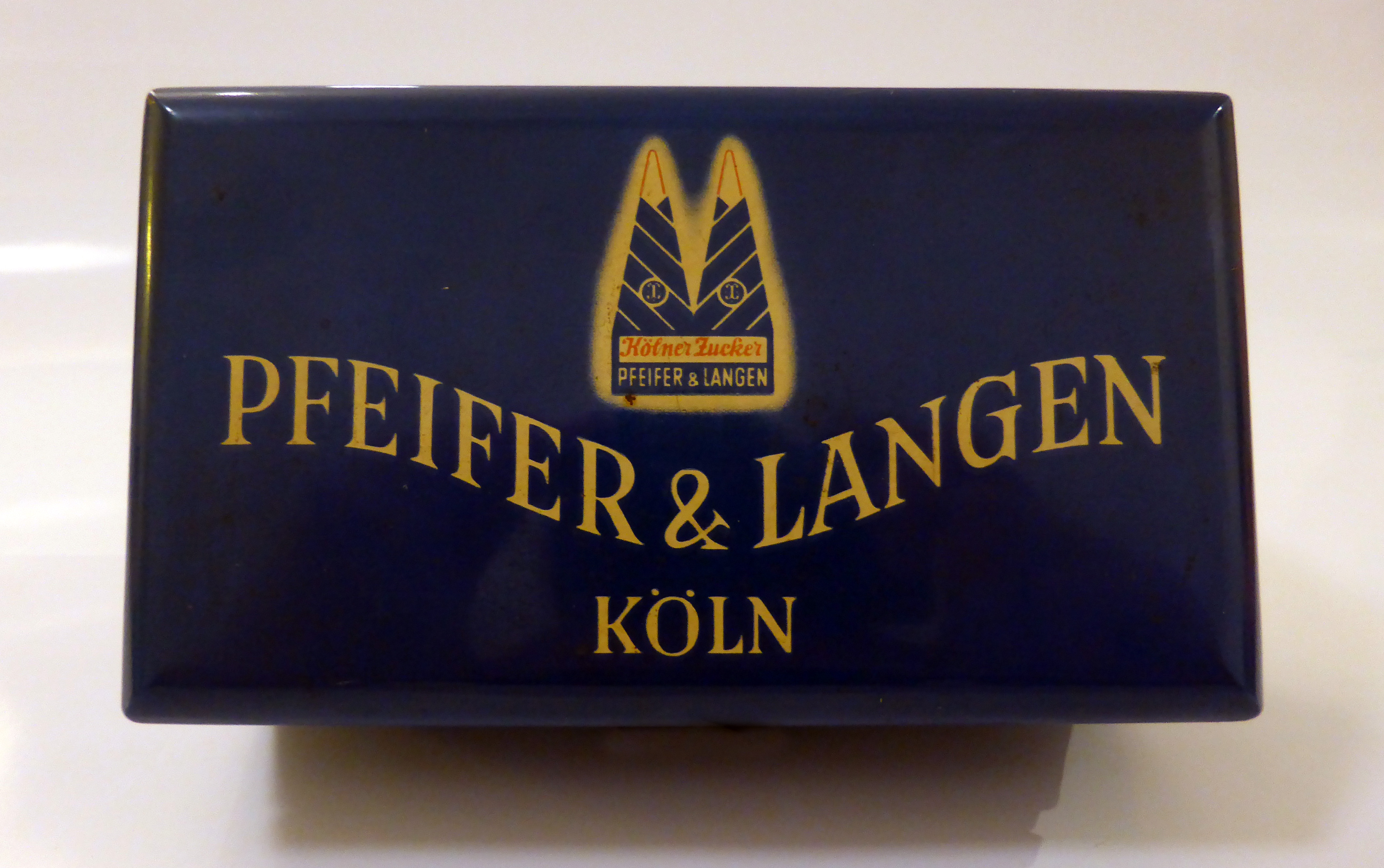
Історичний логотип компанії, що став основою для бренду «Diamant»

Перший цукор з буряка випущений компанією 31 жовтня 1851 року на території дослідної лабораторії в передмісті Кельна Осендорфі. Еміль Пфайфер, який придбав лабораторію у 1840 році, та його партнер Август Юст працевлаштували п'ятьох осіб, які переробляли буряк 51 місцевого фермера на цукор. Після відходу Августа Юста в 1853 році компанія змінила назву на «Emil Pfeifer & Cie». Син Еміля Валентин став партнером у 1865 році. У 1868 році інженер і винахідник Ойген Ланген був залучений до справ компанії та вперше випробував свою запатентовану піч на вугіллі.

## Історія
Компанія «Pfeifer & Langen» заснована в Кельні 19 квітня 1870 року Емілем Пфайфером, його сином Валентином та Ойгеном Лангеном. Останній був сином кельнського цукрозаводчика Йоганна Якоба Лангена.
Цукровий завод Ельсдорф розпочав випуск цукру за рік. Директором заводу був Ойген Ланген, який запропонував виробництво цукру в еталонних у шматках у 1872 році. Залізнична лінія Дюрен — Нойс, здана в експлуатацію у 1869 році, дала змогу заводу Ельсдорф перевозити буряк з далеких культурних районів, до яких важко було дістатись кіньми та волами.

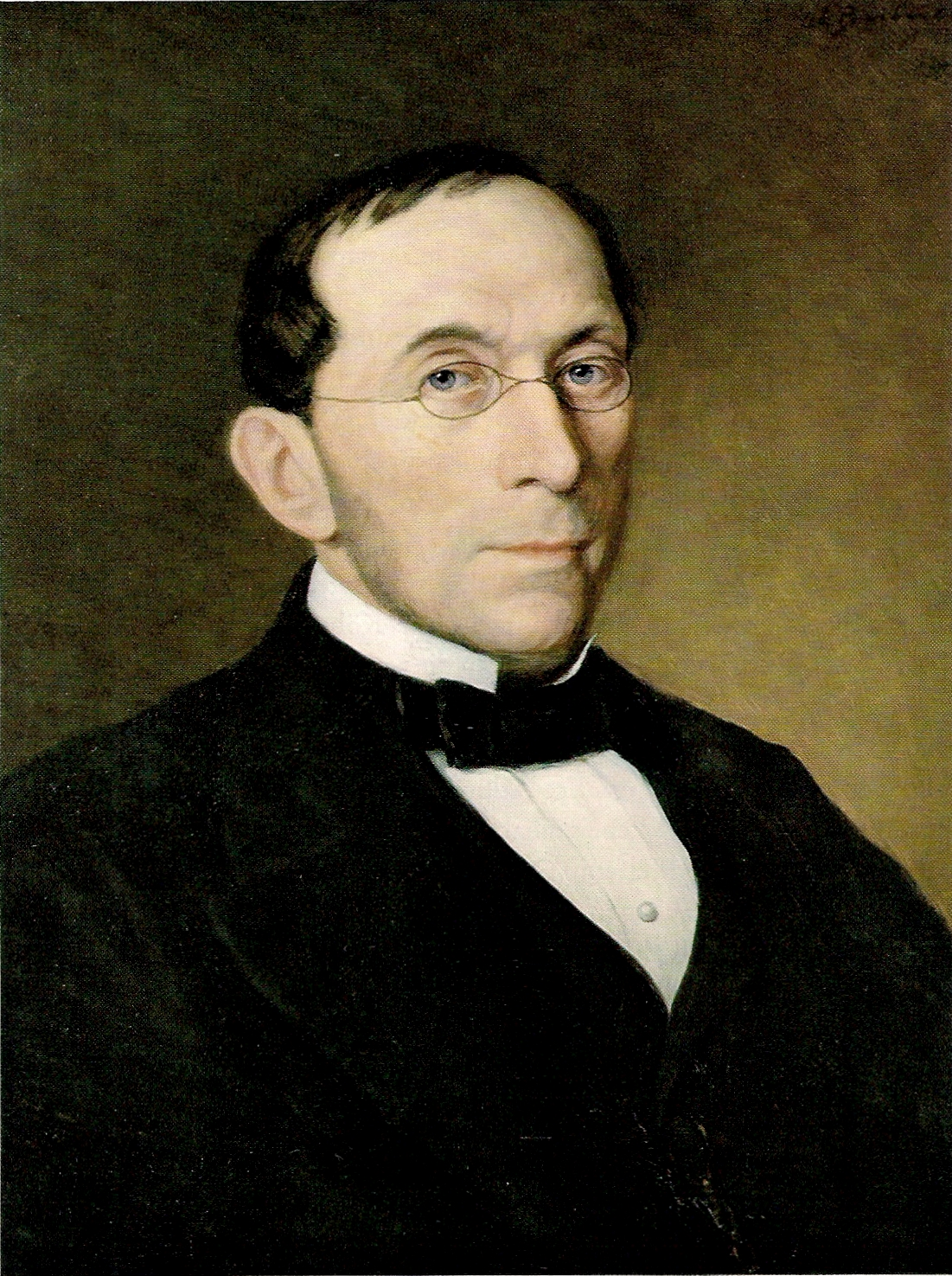
Еміль Пфайфер (1806–1889)
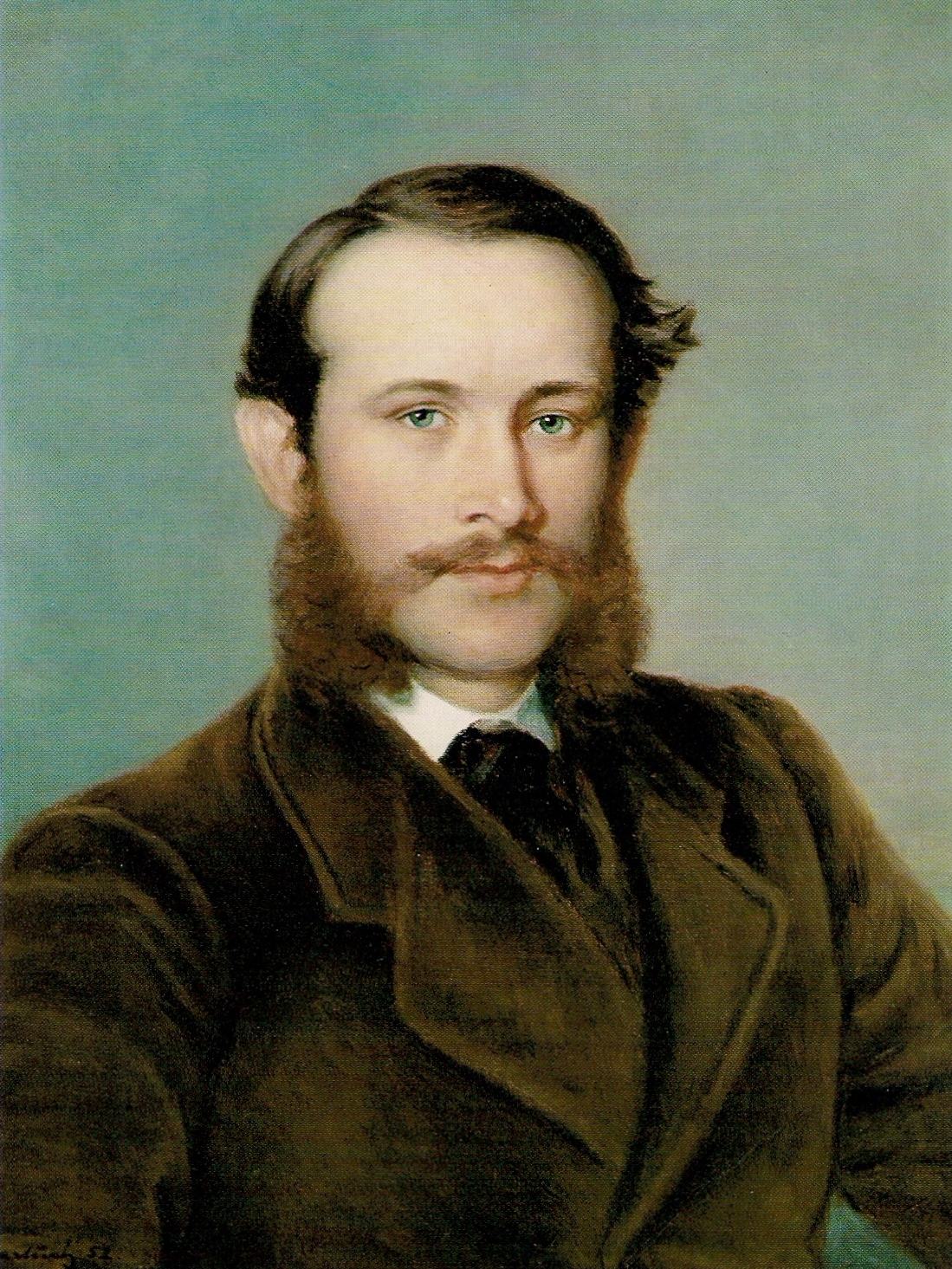
Валентин Пфайфер (1837–1909)
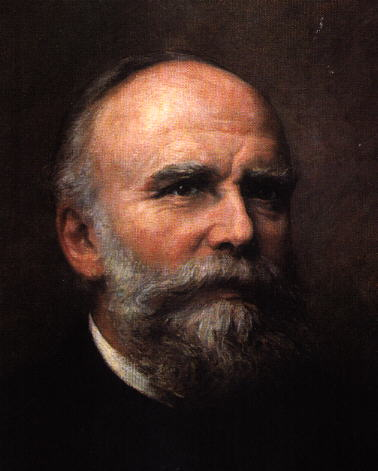
Ойген Ланген (1833–1895)

У 1879 році «Pfeifer & Langen» запустила другий завод в Ескірхені. До 1880 року завод Ельсдорф був міжнародною «модельною інституцією» і разом із заводом в Ескірхені став найбільшою цукровою компанією в західній Німеччині. У 1884 році заснований фонд медичного страхування компанії, який у 1996 році об'єднався з «BKK Anker-Lynen-Prym» і згодом став «Actimonda BKK».
У 1894 році завод, побудований Емілем Пфайфером в Осендорфі в 1851 році, був закритий. Урбанізація Кельна та околиць все більше скорочувала придатну для сільського господарства територію. У 1905 році «Pfeifer & Langen» придбали акції вартістю 70 000 марок цукрової фабрики Ельсена поблизу Гревенбройха. За два роки компанія була перетворена з відкритої торгової компанії на товариство з обмеженою відповідальністю (GmbH). У 1909 році «Pfeifer & Langen» викупила всі активи цукрового заводу в Ельсені.
У 1926 році компанії «Pfeifer & Langen» та «Rath & Breth» об'єдналися в одну компанію, а «P. Schwengers & Sons» з Вердінгена тоді ж була викуплена. У той же час «Pfeifer & Langen» було перетворено в акціонерну корпорацію. Нова акціонерна компанія оперувала активами заводів в Ельсдорфі, Ескірхені та Ельсені та Вердінгені. Фабрики в Амельні, Вевелінгховені та Дормагені були прив'язані до нової акціонерної корпорації з мажоритарними контрактами на право власності та постачання. У 1928 році фабрики «Амельн» і «Вевелінгговен» перейшли у власність компанії «Pfeifer & Langen». У «1930» році створено об'єднання «Pfeifer & Langen Actien-Verein für Zuckerfabrikation».
У 1931 році завод Ельсена поблизу Гревенбройха був закритий. Після того як «Pfeifer & Langen AG» в 1933 році придбала частину акцій, що належали банку, вона була перетворена на GmbH.
У 1945 році цукровий завод Ельсдорф спочатку було конфісковано американськими військами. У 1950 році на заводі в Вевелінгговені вперше була застосована мобільна система скидання буряка та укладання в бурти.
На своєму заводі в Дормагені в 1951 році розпочато виробництво поліглюкози декстран. З 1965 року «Pfeifer & Langen» розпочала виробництво джемів на основі цукру. У 1966 році запатентовано та вперше випущено корм для тварин з жому та патоки. У 1967 році картопляні чіпси вперше виготовлені на заводі у Вевелінгховені. Тоді є придбано цілий ряд піжприємств з виробництва сиропів, конжитерських виробів та фабрик і заводів із супутніх цукроварної галузей.
На 1970 рік у компанії працювало 1800 працівників.
У 1972 році було засновано «Krüger GmbH & Co. KG», де «Pfeifer & Langen» придбали 50% частки акцій. Там випускалися розчинні напої, дієтичні добавки та дитяче харчування. Тоді ж засновано спільне дочірнє підприємство з «Pfanni» — «Werke Otto Eckart AG» у Мюнхені. Компанія «Pfeifer & Langen» запустила виробництво картопляних чіпсів. Нову компанію засновано під назвою «Convent Knabbergebäck GmbH Co KG» у 1980 році. Згодом вона стала відома як «Intersnack». У 1973 році в Кельні був побудований новий головний офіс компанії. У 1977 році в Аппельдорі на Нижньому Рейні був побудований новий цукровий завод, який мав стати першим у регіоні. Виробництво цукру на заводі в Дормагені припинилося за два роки.
У 1982 році придбано «Opekta GmbH». При цьому запущено виробництво продуктів, що містять пектин, для виробництва джемів та фруктових желе.
У 1986 році придбано «Lippe-Weser-Zucker AG». «Lage» став єдиним виробником виключно білого цукру, що належав компанії. У наступні роки було придбано цукровий завод Дюрен та Брюль, який згодом зупинено (1987 та 1989 рр.). Завод в Амельні був зупинений у 1991 році, а у Вевелінгховені був закритий — в 1995 році. Тоді ж виробництво на інших заводах подвоїлося.
Після возз'єднання Німеччини дочірня компанія «Diamant-Zucker KG» придбала частки в чотирьох східнонімецьких цукрових компаній. У 1993 році запущено цукровий завод у Кеннерні (Саксонія-Ангальт), що став одним з найбільших цукрових заводів Європи.
У 1994 році розширено портфель компанії у виробництві глюкозовмісних продуктів за рахунок придбання 66-відсоткової частки французької компанії «Chamtor SA» в Шампані. У 1995 році придбано решту 34% акцій цієї компанії.
У 2006 році «Pfeifer & Langen» придбала мажоритарний пакет акцій «Zuckerfabrik Jülich AG» (Westzucker).
У лютому 2014 року на компанію разом із конкуруючими «Südzucker» та «Nordzucker» накладено спільний штраф у розмірі 280 млн євро за картельну змову.

## Виробничі потужності
- Кельн (штаб-квартира)

Цукрові заводи в Німеччині:
| Завод              | Регіон                   | Потужність (т/добу)  | Джерела енергії                |
| ------------------ | ------------------------ | -------------------- | ------------------------------ |
| Калькар-Аппельдорн | Північний Рейн-Вестфалія | 9.000                | Природний газ, біогаз, вугілля |
| Ельсдорф           | Північний Рейн-Вестфалія | Без переробки буряка |                                |
| Ойскірхен          | Північний Рейн-Вестфалія | 10.000               | Буре вугілля                   |
| Юліх               | Північний Рейн-Вестфалія | 16.500               | Буре вугілля                   |
| Кеннерн            | Саксонія-Ангальт         | 16.000               | Буре вугілля                   |
| Лаге               | Північний Рейн-Вестфалія | 8.500                | Природний газ                  |

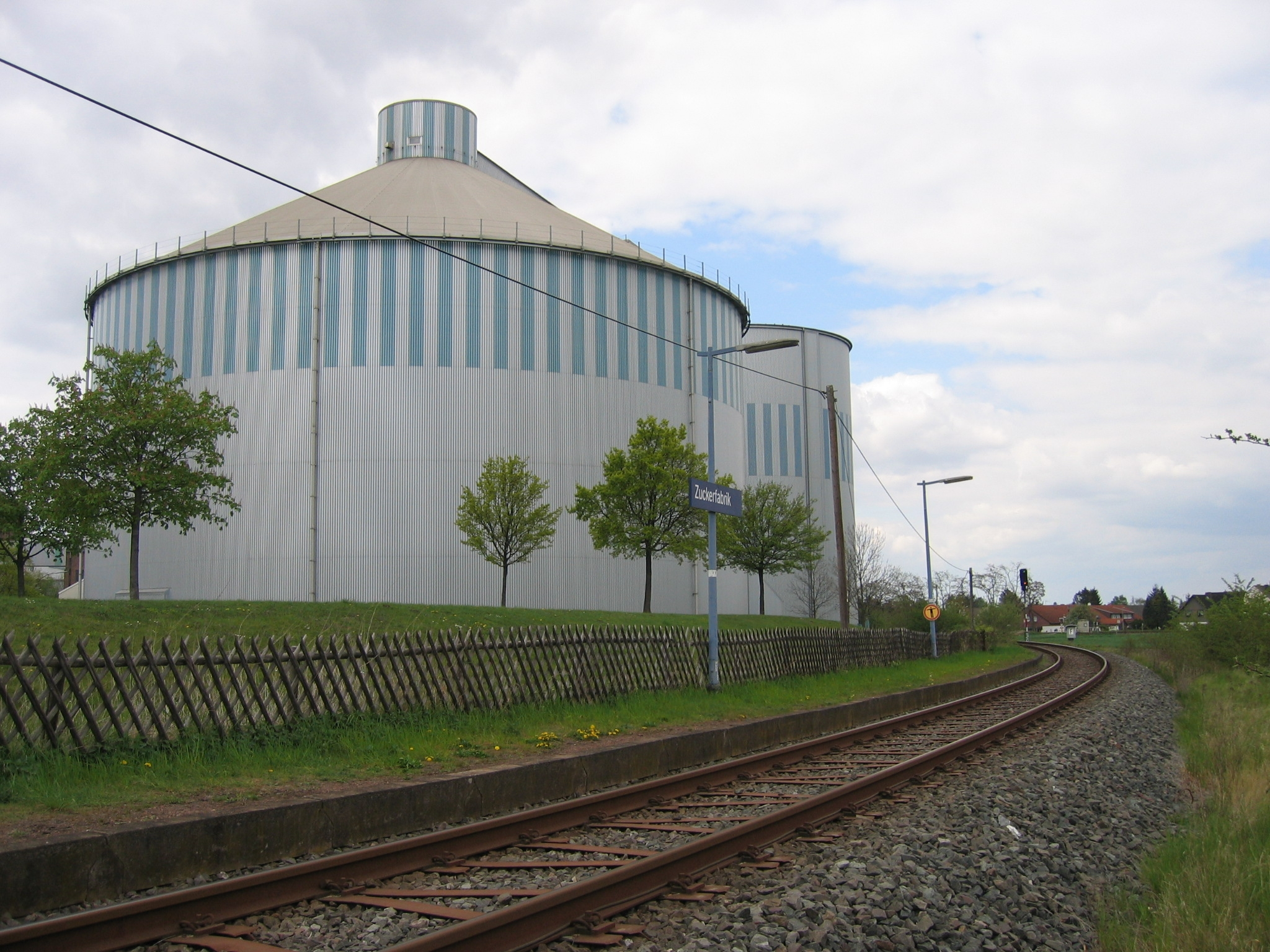
Цукровий завод компанії в Ескірхені

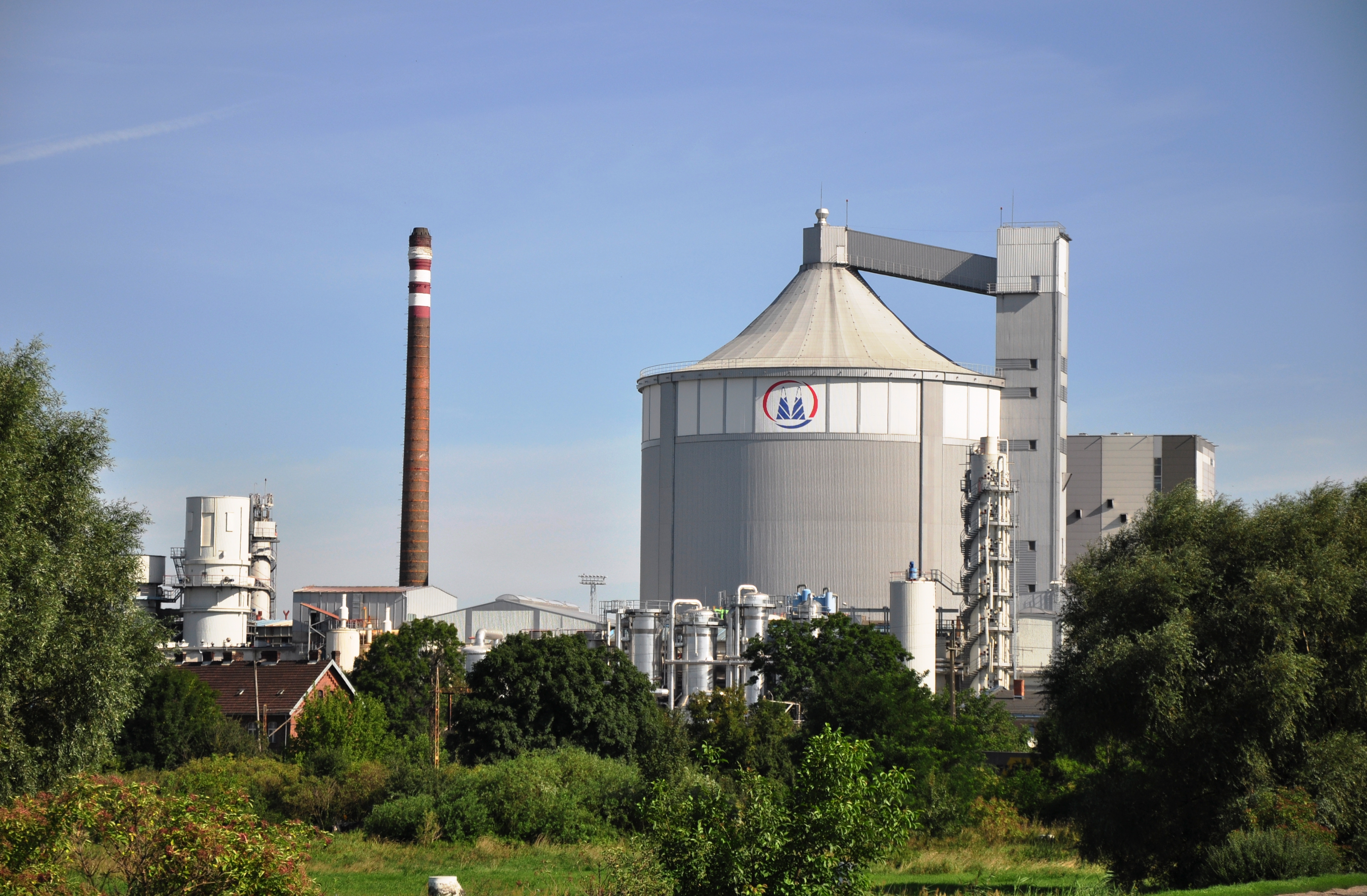
Завод компанії у Шроді-Великопольській, Польща

За межами Німеччини компанія має виробничі потужності у таких країнах:
- Італія
- Словенія
- Україна
- Болгарія
- Греція
- Польща
- Хорватія
- Румунія
- Чехія
- Угорщина.

## Діяльність в Україні
«Pfeifer & Langen» вийшла на український ринок в 2006 році, створивши спільне підприємство «Західна цукрова група» для дистрибуції цукру своїх торгових марок, виробленого в Польщі та Німеччині. 
У 2010 році компанія придбала частку активів Радехівського цукрового заводу . У 2013 році завершила процедуру купівлі групи заводів «Радехівський цукор».
У 2017 році компанія стала власником шести цукрових заводів холдингу «Т-Цукор» у Тернопільській області, що входили до структури агрохолдингу «Мрія».